# Rapla
Rapla är en stad i centrala Estland, residensstad i landskapet Raplamaa och centralort i Rapla kommun. Den har en befolkning på 5618 (den 1 januari 2008).

## Historia
Rapla, tyska: Rappel, omnämns först under det danska väldet i Estland, i Kung Valdemars jordebok från 1241. Vid denna tid var Rapla en liten by med ett femtiotal invånare. I slutet av 1200-talet hade byn etablerats som en större kyrkby, då den ursprungliga Maria Magdalena-kyrkan uppfördes vid floden Vigala vid denna tid, troligen på initiativ av munkar från cisterciensklostret i Padise. Den medeltida kyrkan brändes ned under stora nordiska kriget och återuppfördes 1738.
Först under 1800-talet kom ortens tillväxt att på allvar ta fart, då hantverkare, köpmän och tjänstemän slog sig ned i orten som blev centralort i bygden. 1866 uppfördes ortens apotek, 1868 byggdes skolan och 1888 ett sjukhus. 1899 grundades ett tegelbruk och 1900 fick staden en järnvägsstation på den smalspåriga linjen mellan Rapla och Viljandi. Den snabba befolkningstillväxten i bygden gjorde den gamla kyrkan otillräcklig, vilket ledde till att den revs och ersattes med en nyromansk kyrkobyggnad, ritad av Rudolf von Engelhardt och invigd 1901. 1913 hade orten omkring 80 byggnader varav 20 i sten och en befolkning på omkring 1 000 invånare. Flera lokala företag och föreningar grundades också, bland annat en frivillig brandkår, ett sångsällskap, ett jordbrukssällskap, ett försäkringsbolag och en kooperativ konsumentförening. År 1931 öppnades den smalspåriga järnvägslinjen till Virtsu. Denna linje trafikerades fram till 1968.
Rapla fick status som köping under Estniska SSR 1945 och blev centralort i ett administrativt distrikt som motsvarar dagens Raplamaa. Som lokal centralort fortsatte Rapla att växa under Sovjettiden, och flera industrier etablerades med anledning av läget strax utanför Tallinn. En modern järnväg med rysk normalspårvidd byggdes 1971, och 1981 tillkom även en vidare förbindelse i riktning mot Riga.
Efter Estlands självständighet blev Rapla 1993 officiellt stad. 2002 uppgick stadskommunen i den omgivande landskommunen Rapla kommun, där staden idag är centralort.